# Małżeństwo osób tej samej płci w Południowej Afryce
Małżeństwa osób tej samej płci w Południowej Afryce są legalne od 30 listopada 2006 roku.
Ustawa Civil Union Act wprowadzająca małżeństwa jednopłciowe została przyjęta przez Zgromadzenie Narodowe 14 listopada 2006 roku. 28 listopada 2006 roku ustawa została przyjęta przez Narodową Radę Prowincji, a 30 listopada 2006 podpis pod ustawą złożyła wiceprezydent Phumzile Mlambo-Ngcuka.
Nowe prawo weszło w życie tego samego dnia. Południowa Afryka zalegalizowała małżeństwa osób tej samej płci jako pierwszy kraj w Afryce i piąty na świecie.
Południowa Afryka pozostaje jedynym miejscem w Afryce, gdzie małżeństwa osób tej samej płci są legalne. Niemniej jednak według badania Pew Research Center z 2023 roku, 59% mieszkańców sprzeciwia się tej praktyce.

## Przyczyny legalizacji
Prawo do zawierania małżeństw przez osoby tej samej płci zostało uchwalone głównie z dwóch powodów. Pierwszy to orzeczenie Najwyższego Sądu Apelacyjnego z 2004 roku (w sprawie Minister of Home Affairs and Another v Fourie and Another) stwierdzające, iż zakaz zwierania małżeństw jednopłciowych jest niekonstytucyjny. Drugim było orzeczenie Sądu Konstytucyjnego, który 1 grudnia 2005 roku dał parlamentowi rok na wprowadzenie instytucji małżeństw osób tej samej płci, również uznając, że zakaz zawierania takowych stał w sprzeczności z konstytucją, która sprzeciwia się dyskryminacji ze względu na orientację seksualną.

## Zobacz też

Ślub dwóch kobiet w Langebaan w Prowincji Zachodniej Przylądkowej.